# PDS-Entscheidung
Die sogenannten PDS-Entscheidungen des Bundesverfassungsgerichts waren zwei Entscheidungen auf Anträge der Gruppe der Abgeordneten der Partei des Demokratischen Sozialismus, ihnen die gleichen Rechte im Deutschen Bundestag wie der einer Fraktion zu gewähren.

## Erste PDS-Entscheidung
Die erste PDS-Entscheidung vom 16. Juli 1991 führte zur Klärung der Rechte der sogenannten Gruppe im Deutschen Bundestag.

### Sachverhalt
Die Bundestagswahl 1990 war die erste Bundestagswahl im vereinten Deutschland. Für diese Wahl galt die Fünf-Prozent-Hürde getrennt für West- und Ostdeutschland, sodass es reichte, in einem der beiden Landesteile diese Hürde zu erreichen, um in den Bundestag einzuziehen. Diese Voraussetzung war vom Bundesverfassungsgericht erzwungen worden, das am 29. September 1990 auf Antrag der Parteien Die Grünen, Die Republikaner und Linke Liste/PDS sowie aufgrund von Verfassungsbeschwerden zweier Listenbewerber und Wähler entschied, dass die Anwendung der Fünf-Prozent-Hürde auf das gesamte Bundesgebiet gegen das Recht auf Chancengleichheit und Gleichheit der Wahl aus Art. 21 Abs. 1 und Art. 38 Abs. 1 GG verstößt.
Auf diese Weise konnte die PDS in den Deutschen Bundestag einziehen, da sie in Ostdeutschland 11,1 % der Zweitstimmen erhielt, sie war daraufhin mit 17 Sitzen im Bundestag vertreten. Bündnis 90 konnte auf gleiche Weise in den Bundestag einziehen (6,2 % der Zweitstimmen in Ostdeutschland) und erhielt acht Sitze. Beides reichte nach der Geschäftsordnung des Deutschen Bundestages nicht aus, um eine Fraktion zu bilden, sodass die jeweiligen Abgeordneten lediglich eine Gruppe bildeten.
Während die Abgeordneten der Partei Bündnis 90/Die Grünen zusammen mit Gregor Gysi beantragten, die Mindestgröße für eine Fraktion auf sieben Abgeordnete herabzusetzen, beantragten die anderen Abgeordneten der PDS, sich selbst als Fraktion anzuerkennen. Beide Anträge wurden abgelehnt und den Abgeordneten nur den Status einer Gruppe zuerkannt.
Daraufhin wandte sich die Gruppe der Abgeordneten der PDS an das Bundesverfassungsgericht und beantragte, festzustellen, dass der Bundestag gegen ihre verfassungsmäßigen Rechte verstoßen hat, indem es ihr den Status als Fraktion versagt und ihr damit zahlreiche parlamentarischen Rechte vorenthalten hat.

### Begründung
Das Bundesverfassungsgericht wies den Antrag größtenteils als unbegründet zurück und gab ihr nur in geringem Umfang statt.
Das Gericht erklärte zunächst, dass der Deutsche Bundestag bei der Regelung parlamentarischer Rechte einen weiten Gestaltungsspielraum hat. Dieser Gestaltungsspielraum war weder dadurch verletzt, dass den Abgeordneten der Status als Fraktion versagt, noch dadurch, dass es der Bundestag abgelehnt hat, die Grenze für die Anerkennung als Fraktion zu senken.
Auch ansonsten waren keine Rechte der Abgeordneten verletzt. Das Bundesverfassungsgericht stellte klar, dass auch eine Gruppe in allen Fachausschüssen ein Antrags-, Rede- und Stimmrecht hat. Die Gruppe hat außerdem das Recht, Gesetzesentwürfe, Anträge, Große und Kleine Anfragen zu stellen. Ebenso hat die Gruppe das Recht, dass sich der Bundestag tatsächlich mit seinen Initiativen im Gesetzgebungsverfahren beschäftigt, also darüber berät und entscheidet.
Einen Anspruch, bei der Vergabe des Vorsitzes von Ausschüssen und seiner Vertretung berücksichtigt zu werden, hat die Gruppe bereits deshalb nicht, weil es sich hierbei um kein Abgeordnetenrecht handelt. Ebenso kann die Gruppe kein Recht beanspruchen, Geschäftsordnungsanträge zu stellen oder geschäftsordnungsmäßige Verlangen geltend zu machen, weil es sich hier weder um ein Abgeordnetenrecht handelt noch anderweitig aus den Grundrechten ein verfassungsmäßiger Anspruch abgeleitet werden kann. Das Gleiche gilt für die Durchführung von Aktuellen Stunden ohne zeitliche Begrenzung, das Recht auf Mitgliedschaft in einem Untersuchungsausschuss, einer Enquete-Kommission oder einem Vermittlungsausschuss sowie das Recht auf Wahl als Vertreter der Parlamentarischen Versammlung des Europarates sowie Entsendung in die Nordatlantische Versammlung und die Interparlamentarische Konferenz.
Einen Anspruch auf den vollen Fraktionskostenzuschuss verneinte das Bundesverfassungsgericht, weil es diesbezüglich keinen Verstoß gegen die ausreichende Ausstattung der Abgeordneten mit finanziellen Mitteln erkennen konnte. Hoch umstritten war allerdings, ob ein Verstoß gegen das Abgeordnetenrecht darin liegt, dass eine Gruppe keinen Anspruch auf Berücksichtigung bei der Bestimmung der Mitglieder des Gemeinsamen Ausschusses hat. Die Abstimmung hierüber führte beim Bundesverfassungsgericht zu einer Patt-Situation (vier gegen vier Richter), was zur Folge hatte, dass der Antrag auch in diesem Punkt zurückgewiesen werden musste.
Das Bundesverfassungsgericht erklärte den Antrag lediglich insoweit für begründet, als dass einer Gruppe das Recht auf Vertretung in den Unterausschüssen verwehrt wurde und sie zudem keinen Anspruch auf Berücksichtigung als Fraktion im Ausschuss hat. Dies verstößt gegen das sich aus Art. 38 Abs. 1 GG ergebende Abgeordnetenrecht. Im Übrigen wurde der Antrag zurückgewiesen.

## Zweite PDS-Entscheidung
Die zweite PDS-Entscheidung vom 17. September 1997 konkretisierte die parlamentarischen Rechte der Gruppe im Bundestag.

### Sachverhalt
Bei der Bundestagswahl 1994 scheiterte die PDS erneut an der Fünf-Prozent-Hürde, bezogen auf Gesamtdeutschland. Sie konnte aber über die Grundmandatsklausel dennoch in den Bundestag einziehen, da sie in Berlin vier Direktmandate erzielte (u. a. durch Stefan Heym und Gregor Gysi). Dort hatte sie 30 Sitze und damit wiederum zu wenig, um eine Fraktion zu bilden, sodass die Abgeordneten wiederum lediglich eine Gruppe bildeten.
Die Gruppe der Abgeordneten der PDS wandte sich an das Bundesverfassungsgericht und beantragte erneut, festzustellen, dass der Bundestag gegen ihre verfassungsmäßigen Rechte verstoßen hat, indem es ihr den Status als Fraktion versagt und ihr damit zahlreiche parlamentarischen Rechte vorenthalten hat.

### Begründung
Das Bundesverfassungsgericht wies den Antrag vollumfänglich ab, weil es keine Veranlassung sah, von seiner Rechtsauffassung in der vorherigen Entscheidung abzurücken. Das Bundesverfassungsgericht begründete die Entscheidung damit, dass ein verfassungsrechtlich tragfähiger Grund für die Festsetzung einer Fraktionsmindeststärke in der Autonomie des Deutschen Bundestages liege, durch seine Geschäftsordnung die Funktionsfähigkeit des Parlaments zu gewährleisten:
„Die Differenzierung zwischen Fraktionen und anderen Zusammenschlüssen ist gerechtfertigt, da sie der Gefahr begegnet, daß die parlamentarische Arbeit durch eine Vielzahl von – letztlich aussichtslosen – Anträgen kleiner Gruppen behindert wird.“
Ergänzend zur vorherigen Entscheidung entschied das Bundesverfassungsgericht, dass es keine Verletzung des Abgeordnetenrechts darstellt, wenn der Bundestag für die Wahl seiner ständigen Ausschüsse ein Wahlverfahren verwendet, durch das die Gruppe im Vergleich mit einem anderen Wahlverfahren benachteiligt wird. Dies begründet das Gericht damit, dass alle Wahlverfahren ihre Vor- und Nachteile haben und keines dem Gleichbehandlungsgebot mehr genügt als andere. Jedenfalls habe der Bundestag durch die Bestimmung des Wahlverfahrens seinen Gestaltungsspielraum nicht überschritten.
Ebenso stellt es keine Verletzung des Abgeordnetenrechts dar, dass dem Abgeordneten einer Gruppe im Gegensatz zum Abgeordneten einer Fraktion keine Mindestredezeit zugestanden werden kann. Diese Ungleichbehandlung ist aufgrund der geringeren Größe der Gruppe sachlich gerechtfertigt.